# Людвіг V (ландграф Гессен-Дармштадтський)
Людвіг V Гессен-Дармштадтський (нім. Ludwig V. von Hessen-Darmstadt; 24 вересня 1577, Дармштадт — 27 липня 1626, поблизу Рейнфельса) — ландграф Гессен-Дармштадтський. За відданість імператору Священної Римської імперії отримав прізвисько «Вірний».

## Біографія
Людвіг — син ландграфа Георга I Гессен-Дармштадтського і його першої дружини Магдалени Ліппської, доньки Бернгарда VIII Ліппського. Після смерті 7 лютого 1596 року батька Людвіг керував у Гессен-Дармштадті разом зі своїми братами Філіппом та Фридрихом. Виплативши братам компенсацію, він незабаром став одноосібним правителем в ландграфстві.
Людвіг V одружився 14 червня 1598 року в Берліні з Магдаленою Бранденбурзькою, донькою курфюрста Йогана Георга. У них народилися дванадцятеро дітей.
Після смерті бездітного Людвіга IV Гессен-Марбурзького в 1604 році Людвіг успадкував половину Гессен-Марбурга. Ландграф Гессен-Касселя Моріц, який успадкував другу половину Гессен-Марбурга, проводив там кальвіністськю Реформацію, що суперечило заповітом Людвіга IV, і на цій підставі Людвіг V став претендувати на всі землі Гессен-Марбурга. Під час Тридцятилітньої війни це призвело до серйозних сутичок між Людвігом, який, незважаючи на своє протестантське віросповідання підтримував імператора, і Моріцем, який підтримував протестантів. На початку війни Людвігу вдавалося зберігати нейтралітет Гессен-Дармштадта, але після нападу Крістіана Брауншвейзького на Верхній Гессен у 1621 році він відкрито став на бік імператора Фердинанда. За вірність імператор, який переміг у битві поблизу Вімпфена в 1622 році, передав Людвігу всі землі Гессен-Марбурга, владу над якими Людвіг зберіг аж до своєї смерті. Деякий час у 1622 році Людвіг пробув у полоні у протестантів. На Регенсбурзькому сеймі 1623 року він єдиним із реформованих князів голосував за жорсткі заходи проти Євангелічної унії і курфюрста Пфальца Фрідріха. Людвіг помер у 49-річному віці під час облоги фортеці Рейнфельс в обіцяному йому графстві Катценельнбоген.
Коли в 1605 році ландграф Моріц ввів у Марбурзькому університеті кальвінізм, кілька протестантських теологів, що викладали в ньому, переїхали до Гіссена, підтримуючи ландграфа Людвіга. 19 травня 1607 року Людвіг отримав від імператора Рудольфа патент на відкриття в Гіссені університету.

## Родина
Дружина Магдалена Бранденбурзька, донькою курфюрста Йогана Георга.
Діти:
- Єлизавета Магдалена (1600—1624), одружена з герцогом Людвігом Фрідріхом Вюртемберг-Монбельярським (1586—1631)
- Анна Елеонора (1601—1659), одружена з герцогом Георгом Брауншвейг-Люнебурзьким (1582—1641)
- Марія (1602—1610)
- Софія Агнеса (1604—1664), одружена з пфальцграфом Іоганном Фрідріхом Пфальц-Гільпольтштейнським (1587—1644)
- Георг II (1605—1661), ландграф Гессен-Дармштадтський, одружений з Софією Елеонорою Саксонською (1609—1671)
- Юліана (1606—1659), одружена з Ульріхом II Ост-Фрісландським (1605—1648)
- Амалія (1607—1627)
- Йоганн (1609—1651), ландграф Гессен-Браубагський, одружений з графинею Йоганеттою фон Сайн-Вітгенштейн (1626—1701)
- Генріх (1612—1629)
- Гедвіга (1613—1614)
- Людвіг (1614)
- Фрідріх (1616—1682), кардинал, князь-єпископ Бреславльский

У Людвіга також був позашлюбний син Людвіг фон Гернігк (1600—1667).

## Зоря Людвіга
2 грудня 1722 року Йоганн Лібкнехт помітив між близько розташованими зорями Алькор і Міцар космічний об'єкт. Сприйнявши його за нову планету, він дав їй назву Планета Людвіга — на честь Людвіга V. Згодом з'ясувалося, що об'єкт є не планетою, а зорею. Ця зоря дістала назву зоря Людвіга.